# Seznam pop punk skupin
Najpomembnejše pop punk skupine so:

## A
- A
- The Academy Is...
- AFI
- Alien Ant Farm
- The All-American Rejects
- Alkaline Trio
- All
- Allister
- All time low
- Amber Pacific
- American Hi-fi
- Anti-Flag
- The Ataris
- The Audtion
- A Change of Pace
- Autopilot Off
- Avril Lavigne

## B
- Beatnik Termites
- Billy Talent
- Blink-182
- Bowling for Soup
- Box Car Racer
- Boys like girls
- Buzzcocks

## C
- Cartel
- Cauterize
- The Click Five
- Cobra starship

## D
- Descendents

## E
- Eve's Plum
- Every Avenue

## F
- Faber Drive
- Fall Out Boy
- Fenix*TX
- FM Static

## G
- Generation X
- Ghoti Hook
- Gob
- Goldfinger
- Goodnight nurse
- Good Charlotte
- Green Day
- Groovie Ghoulies
- Guttermouth

## H
- Halifax
- Hawk Nelson
- hellogoodbye
- Hidden in Plain View
- Hit the Lights
- Houston Calls
- Hüsker Dü

## J
- The Jam
- Jawbreaker
- Jimmy Eat World

## K
- Koopa

## L
- Lit

## M
- Matchbook Romance
- The Matches
- Mayday parade
- Me First and the Gimme Gimmes
- Melody Fall
- Mest
- Midtown
- Millencolin
- Motion City Soundtrack
- The Movielife
- The Mr. T Experience
- MxPx
- My Chemical Romance

## N
- Nerf Herder
- New Found Glory
- No Doubt
- No Use for a Name
- Not By Choice

## O
- The Offspring
- Outspoken
- Over It

## P
- Panic! at the Disco
- Paramore
- Patent Pending
- Pointed Sticks
- Plain White T's
- Plan 15
- Plus 44

## Q
- The Queers
- Quietdrive

## R
- Relient K
- Rufio

## S
- Say Anything
- Screeching Weasel
- Simple Plan
- Social Distortion
- Something Corporate
- SR-71
- The Starting Line
- Sum 41

## T
- Taking back sunday
- Teen Idols
- Teenage Bottlerocket
- Tilt
- Trash Candy

## U
- The Undertones
- Unwritten Law

## V
- The Vandals

## W
- Wakefield
- Weezer
- We the kings
- Wheatus

## Y
- Yellowcard
- You me at six

## Z
- Zebrahead